# Michal Šlesingr
Michal Šlesingr (API : ['mɪxal 'ʃlɛsɪŋgr̩], ), né le 3 février 1983 à Ústí nad Orlicí, est un biathlète tchèque, champion du monde de relais mixte en 2015 et deux fois médaillé en individuel aux Championnats du monde 2007.

## Carrière
Michal Šlesingr a commencé le biathlon de compétition à l'âge de douze ans. Il fait ses débuts en Coupe du monde en 2002, peu après son titre de champion du monde junior de la poursuite. 
Il prend part à ses premiers championnats du monde sénior en 2003, où il marque ses premiers points en Coupe du monde avec une 27e place à l'individuel. En 2005, il signe son premier top dix au sprint de Ruhpolding (10e).
Il obtient sa première sélection pour des Jeux olympiques en 2006, où il est 32e de la poursuite pour son meilleur résultat individuel.
En 2007, lors des Championnats du monde, il est médaillé d'argent sur le sprint (le jour de ses 24 ans) et de bronze sur l'individuel, ses deux premiers podiums dans l'élite. Sa seule victoire en Coupe du monde a été obtenue le 16 mars 2008, lors du 15 km départ en masse à Oslo-Holmenkollen, avec une marge infime sur le Russe Nikolay Kruglov.
Il revient sur le podium en 2011 au sprint d'Oberhof.
Après une saison 2013-2014 qui s'arrête aux Jeux olympiques de Sotchi, il rebondit l'hiver suivant avec deux nouveaux podiums individuels sur l'individuel d'Östersund et la mass start de Ruhpolding, contribuant à son meilleur classement général dans la Coupe du monde, une huitième position.
Un an plus tard, il remporte son seul titre aux Championnats du monde à Kontiolahti sur le relais mixte avec Veronika Vitková, Gabriela Soukalová et Ondřej Moravec. Individuellement, il affiche des résultats tels que septième, quatrième et sixième notamment. En 2016 et 2017, sa forme reste décente, en témoigne ses dixième et onzième podiums individuels en carrière dans la Coupe du monde, respectivement à Ruhpolding et Oberhof.
En 2018, il se qualifie pour ses quatrièmes jeux olympiques à Pyeongchang, où il réussit au mieux une 45e place en individuel. De même en Coupe du monde, ses résultats se dégradent, passant au-delà du top quarante mondial au classement général.
Il annonce sa retraite lors de la septième étape de la Coupe du monde 2019-2020 se déroulant à domicile, à Nové Město, et participe au relais du 7 mars 2020, sa dernière course dans l'élite mondiale.
Slesingr a souvent exprimé son opinion sur le dopage dans ce sport.

## Palmarès

### Jeux olympiques
| Épreuve / Édition | Individuel | Sprint | Poursuite | Départ en masse | Relais | Relais mixte                     |
| Turin 2006        | 45e        | 55e    | 36e       | —               | 6e     | Épreuve inexistante à cette date |
| Vancouver 2010    | 17e        | 18e    | 29e       | 16e             | 7e     | Épreuve inexistante à cette date |
| Sotchi 2014       | 57e        | 31e    | —         | —               | —      | —                                |
| Pyeongchang 2018  | 45e        | 69e    | —         | —               | 7e     | —                                |

- - : pas de participation à l'épreuve.
- : épreuve non olympique

### Championnats du monde
| Mondiaux \ Épreuve                | Individuel                   | Sprint                       | Poursuite                    | Départ en masse              | Relais                       | Relais mixte                     |
| 2003 Khanty-Mansiïsk              | 27e                          | 50e                          | 39e                          | —                            | 6e                           | Épreuve inexistante à cette date |
| 2004 Oberhof                      | 22e                          | 41e                          | 44e                          | —                            | 8e                           | Épreuve inexistante à cette date |
| 2005 Hochfilzen / Khanty-Mansiïsk | 9e                           | 59e                          | 18e                          | 21e                          | 11e                          | 4e                               |
| 2007 Antholz                      | Médaille de bronze, monde    | Médaille d'argent, monde     | 4e                           | 20e                          | 5e                           | —                                |
| 2008 Östersund                    | 10e                          | 6e                           | 5e                           | 26e                          | 7e                           | —                                |
| 2009 Pyeongchang                  | 38e                          | 32e                          | 19e                          | —                            | 10e                          | —                                |
| 2010 Khanty-Mansiïsk              | Jeux olympiques de Vancouver | Jeux olympiques de Vancouver | Jeux olympiques de Vancouver | Jeux olympiques de Vancouver | Jeux olympiques de Vancouver | 7e                               |
| 2011 Khanty-Mansiïsk              | 12e                          | 12e                          | 8e                           | 26e                          | 10e                          | —                                |
| 2012 Ruhpolding                   | 6e                           | 25e                          | 29e                          | 12e                          | 9e                           | 8e                               |
| 2013 Nové Město                   | 30e                          | 52e                          | —                            | —                            | 6e                           | —                                |
| 2015 Kontiolahti                  | 14e                          | 7e                           | 4e                           | 5e                           | 6e                           | Médaille d'or, monde             |
| 2016 Holmenkollen                 | 20e                          | 15e                          | 12e                          | 17e                          | 5e                           | 6e                               |
| 2017 Hochfilzen                   | 18e                          | 42e                          | 30e                          | 13e                          | 10e                          | —                                |
| 2019 Östersund                    | 35e                          | —                            | —                            | —                            | 4e                           | —                                |
| 2020 Antholz-Anterselva           | 89e                          | —                            | —                            | —                            | 13e                          | —                                |

### Coupe du monde
- Meilleur classement général : 8e en 2015.

#### Détail des victoires
| Saison / Épreuve | Individuel | Sprint | Poursuite | Mass start   | Total |
| 2007-2008        |            |        |           | Holmenkollen | 1     |
| Total            | 0          | 0      | 0         | 1            | 1     |

#### Podiums
En comptant les podiums obtenus aux Championnats du monde selon l'Union internationale de biathlon :
- 12 podiums individuels : 1 victoire, 4 deuxièmes places et 7 troisièmes places.

| Résultat  | Individuel | Sprint | Poursuite | Départ en masse | Total |
| --------- | ---------- | ------ | --------- | --------------- | ----- |
| 1re place | 0          | 0      | 0         | 1               | 1     |
| 2e place  | 1          | 2      | 0         | 0               | 3     |
| 3e place  | 2          | 1      | 2         | 2               | 7     |

- 2 podiums en relais : 1 deuxième place et 1 troisième place.
- 5 podiums en relais mixte : 1 victoire, 2 deuxièmes places et 2 troisièmes places.

#### Classements en Coupe du monde
| Saison    | Classement général final | Individuel | Sprint | Poursuite | Mass start |
| 2001-2002 | nc                       |            | nc     |           |            |
| 2002-2003 | 78e                      | 51e        | nc     | nc        |            |
| 2003-2004 | 70e                      | 44e        | 71e    | nc        |            |
| 2004-2005 | 37e                      | 27e        | 47e    | 27e       | 41e        |
| 2005-2006 | 29e                      | 11e        | 38e    | 27e       | 28e        |
| 2006-2007 | 16e                      | 4e         | 28e    | 20e       | 17e        |
| 2007-2008 | 19e                      | 14e        | 25e    | 19e       | 17e        |
| 2008-2009 | 20e                      | 52e        | 17e    | 10e       | 28e        |
| 2009-2010 | 29e                      | 7e         | 51e    | 31e       | 27e        |
| 2010-2011 | 9e                       | 11e        | 11e    | 9e        | 12e        |
| 2011-2012 | 10e                      | 7e         | 13e    | 19e       | 11e        |
| 2012-2013 | 21e                      | 32e        | 18e    | 17e       | 19e        |
| 2013-2014 | 46e                      | 36e        | 55e    | 47e       | 34e        |
| 2014-2015 | 8e                       | 4e         | 8e     | 20e       | 6e         |
| 2015-2016 | 18e                      | 35e        | 18e    | 11e       | 32e        |
| 2016-2017 | 22e                      | 26e        | 17e    | 27e       | 23e        |
| 2017-2018 | 47e                      | 11e        | 87e    | 54e       | 34e        |
| 2018-2019 | 71e                      | 66e        | 62e    | -         |            |
| 2019-2020 | 84e                      | 66e        | 72e    |           |            |

### Championnats d'Europe
- Nové Město 2008 :
  -  Médaille d'argent à l'individuel.
  -  Médaille de bronze en sprint.
  -  Médaille de bronze en relais.

### Championnats du monde junior
- Val Ridanna 2002 : 
  -  Médaille d'or de la poursuite
  -  Médaille d'argent du relais
  -  médaille de bronze du sprint.
- Kościelisko 2003 : 
  -  Médaille d'argent du sprint et de la poursuite
  -  Médaille de bronze du relais.
- Alta Moriana 2004 :
  -  Médaille d'argent du relais.

### Championnats d'Europe junior
- Médaille d'argent à l'individuel et médaille de bronze au relais en 2001.
- Médaille d'or au relais et médaille de bronze à l'individuel en 2003.

### Championnats du monde de biathlon d'été
- Double médaillé d'or en 2004 sur la mass start et le relais
- Médaille d'or du relais en 2005.